# إبراهيم ناصر
إبراهيم ناصر (مواليد 2 سبتمبر 1926 في فوملك، وتوفي في سنغافورة في 22 نوفمبر 2008) هو سياسي مالديفي شغل منصب رئيس وزراء جزر المالديف تحت حكم السلطان محمد فريد ديدي من ديسمبر 1958 إلى 1968 وخلفه ليصبح أول رئيس للجمهورية الثانية من عام 1968 إلى عام 1978.
 وهو حائز على وسام القديس ميخائيل والقديس جرجس.

## الحياة الشخصية
وُلد إبراهيم ناصر لأحمد ديدي من عائلة مالديفية شهيرة. وهو ينحدر من السلالات الملكية الشهيرة في جزر المالديف. والدة ناصر، عائشة ديدي، هي ابنة موسى ديدي.
تزوج ناصر ثلاث مرات وأنجب خمسة أطفال. كانت زوجته الأولى عائشة زبير، التي تزوجها في عام 1950، وأنجبت له أحمد ناصر. في عام 1953 تزوج من مريم سعيدة ديدي وله منها ولدان، علي ناصر ومحمد ناصر. في عام 1969 تزوج ناصر من نسيمة محمد كليفان وله منها ابن وابنة، إسماعيل ناصر وعائشة ناصر.

## رئاسة الوزراء
عمل إبراهيم ناصر رئيسًا للوزراء في ظل حكم محمد فريد ديدي من 12 ديسمبر 1957 حتى أدّى اليمينَ رئيسًا لجمهورية المالديف الثانية. كما شغل منصب وزير المالية من كانون الأول (ديسمبر) 1957 إلى تشرين الثاني (نوفمبر) 1968.

## الرئاسة
أدى إبراهيم ناصر اليمين الدستورية رئيسًا لجمهورية المالديف الثانية في 11 نوفمبر 1968 بعد السلطان محمد فريد ديدي.

### فترة رئاسته
يرجع إليه الفضل في تحديث جزر المالديف المعزولة منذ فترة طويلة والمجهولة تقريبًا وفتحها لبقية العالم. وضع أسس الأمة بتحديث صناعة المصايد بالسفن الآلية وبدء صناعة السياحة. حتى يومنا هذا، تعتمد المالديف على هاتين الصناعتين كمصدر أساسي للدخل ومحركات رئيسية للاقتصاد.
كان له الفضل في العديد من التحسينات الأخرى مثل إدخال منهج دراسي حديث قائم على اللغة الإنجليزية للمدارس التي تديرها الحكومة. جلب التلفزيون والراديو إلى البلاد مع تشكيل تلفزيون المالديف وراديو المالديف لبث إشارات الراديو على الصعيد الوطني. ألغى ضريبة فارو وهي ضريبة على الأشخاص الذين يعيشون في الجزر التي تقع خارج ماليه، وكذلك العديد من الضرائب الأخرى على الواردات المختلفة إلى البلاد، والتي أعيد بعضها منذ ذلك الحين. عندما تخلى ناصر عن السلطة كانت المالديف خالية من الديون للمجتمع الدولي، وكان الفساد تحت السيطرة بشكل فعال. تحت خطته ظل خط الشحن الوطني الذي يضم أكثر من 40 سفينة كانت تبحر في محيطات العالم مصدر فخر وطني للمالديف. يعتبر ناصر بطل الاستقلال لجزر المالديف. جلب استقلال جزر المالديف من كونها محمية للإمبراطورية البريطانية. كما أدار بناء أول مطار دولي في جزر المالديف (مطار فيلانا الدولي).

#### بعض الإنجازات البارزة خلال حكمه
- نيل الاستقلال السياسي للبلاد في 26 يوليو 1965.
- بدء برنامج تعليم متوسط للغة الإنجليزية (مارس 1961)
- السماح للنساء بالتصويت في جزر المالديف (1964)
- بدء تدريب التمريض (1963)
- افتتاح المراكز الصحية في جميع الجزر المرجانية (بدءاً من 1965)
- افتتاح أول مستشفى حديث (أكتوبر 1967)
- بناء المطار الأول (أبريل 1966)
- انطلاق صناعة السياحة (مارس 1972)
- بناء أول قارب صيد آلي (في حوض هولهول، يوليو 1964)
- تحديث صناعة مصايد الأسماك بالسفن الآلية (أصبحت المحركات متاحة لسفن الصيد الخاصة؛ 1974)
- تأسيس شركة جزر المالديف للملاحة (1967)[6]

### انتقادات
تم انتقاد ناصر لطرقه الاستبدادية المستخدمة ضد المعارضين. وعلى وجه الخصوص، تم انتقاده بسبب طرقه ذات القبضة الحديدية في التعامل مع الانتفاضة من قبل شعب ثينادهو وأدو وهوادو أتولز، الذين شكلوا حكومة انفصالية بعلاقات أوثق مع البريطانيين لفترة وجيزة من الوقت.

## الوفاة
توفي ناصر في 22 نوفمبر 2008 عن عمر 82، في مستشفى ماونت إليزابيث في سنغافورة. وعلى الرغم من أن سبب الوفاة غير معروف، فقد كان يعاني من مشاكل في الكلى أصابته في وقت سابق على وفاته. تم نقل جثمان ناصر إلى جزر المالديف، حيث تم عرض جثته في القصر الرئاسي في ماليه، في 23 نوفمبر. تم إعلان اليوم عطلة وطنية في جزر المالديف، وتوافد عشرات الآلاف من المالديفيين لرؤية جثته. في القصر الرئاسي، كان الرئيس السابق محمد نشيد من بين الذين قدموا احترامهم لناصر. أمَّ المصلين في صلاة الجنازة الدكتور عبد المجيد عبد الباري بعد صلاة الفجر يوم الاثنين 24 نوفمبر 2008. بعد صلاة الجنازة، دُفِن ناصر عند الفجر في المقبرة الملحقة بمسجد الجمعة. وقد ترك ناصر ثلاثة أطفال هم أحمد ناصر وإسماعيل ناصر وعائشة ناصر. وكان ولداه الآخران، علي ناصر ومحمد ناصر قد توفيا قبل والدهما بعدة سنوات.